# Кабрера, Нельсон Давид
Нельсон Давид Кабрера (исп. Nelson David Cabrera; 22 апреля 1983, Капиата) — парагвайский и боливийский футболист, защитник клуба «Олвейс Реди» и национальной сборной Боливии. В 2007 году выступал за сборную Парагвая.

## Биография
Нельсон Давид Кабрера — воспитанник клуба «Олимпия», в составе которого дебютировал в профессиональном футболе в 2004 году. В 2005 году перешёл в стан самого главного соперника «Олимпии», «Серро Портеньо», где выиграл первенство Парагвая 2005 года. В 2009 году перешёл в чилийский «Коло-Коло», но сыграл за эту команду немного матчей, а большую часть времени контракта с чилийцами Кабрера провёл на правах аренды в румынском клубе ЧФР Клуж. В составе «железнодорожников» Кабрера по разу становился чемпионом и обладателем Кубка и Суперкубка Румынии.
В 2012 году Кабрера выступал в Китае, а с 2013 года играет за «Боливар». В 2007 году Кабрера провёл 1 матч за сборную Парагвая.

## Титулы
- Чемпион Парагвая: 2005
- Чемпион Румынии: 2009/10
- Обладатель Кубка Румынии: 2009/10
- Обладатель Суперкубка Румынии: 2010